# Piccola opera della Divina Provvidenza
La Piccola opera della Divina Provvidenza (in latino Parvum opus Divinae Providentiae) è un istituto religioso maschile di diritto pontificio: i membri di questa congregazione clericale, detti orionini o figli della Divina Provvidenza, pospongono al loro nome la sigla F.D.P.

## Storia

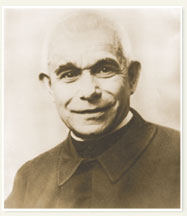
Luigi Orione, fondatore della congregazione

La congregazione venne fondata dal presbitero piemontese Luigi Orione (1872-1940): allievo di Giovanni Bosco nell'oratorio di Valdocco a Torino, profondamente colpito da una visita alla Piccola casa della Divina Provvidenza di Giuseppe Benedetto Cottolengo, sin dagli anni del seminario iniziò a meditare la creazione di un istituto che si dedicasse particolarmente all'educazione e alla cura dei bambini poveri e, appena ventenne, il 16 ottobre 1893 aprì nel rione San Bernardino a Tortona una casa per oltre trenta bambini abbandonati.
Il 10 gennaio 1902 don Orione presentò a papa Leone XIII il suo progetto (un istituto per l'educazione dei giovani, l'evangelizzazione degli umili e l'assistenza ai deboli) e una bozza per le regole della comunità, ottenendo la benedizione del pontefice.
La Piccola opera venne eretta in istituto di diritto diocesano con decreto di Igino Bandi, vescovo di Tortona, del 21 marzo 1903.
Alla morte di Orione gli successe quale Superiore generale Carlo Sterpi, suo collaboratore da prima della fondazione. L'istituto ricevette il pontificio decreto di lode il 24 gennaio 1944 e le sue costituzioni vennero approvate definitivamente dalla Santa Sede il 20 novembre 1954.
Papa Giovanni Paolo II ha beatificato don Orione nel 1980 e lo ha proclamato santo in piazza San Pietro a Roma il 16 maggio 2004.

## Attività e diffusione
Gli orionini si dedicano all'apostolato della carità tra i giovani (specialmente presso parrocchie, oratori e centri giovanili), i poveri e i lavoratori al fine di promuovere l'amore per Gesù, la Chiesa e il papa; sono caratteristici dell'istituto i "piccoli cottolengo di don Orione", centri di educazione e riabilitazione per malati e portatori di handicap.
I figli della Divina Provvidenza sono presenti in Albania, Argentina, Benin, Bielorussia, Brasile, Burkina Faso, Cile, Costa d'Avorio, Filippine, Giordania, India, Irlanda, Italia, Kenya, Madagascar, Mozambico, Paraguay, Polonia, Regno Unito, Romania, Spagna, Stati Uniti d'America, Svizzera, Togo, Ucraina, Uruguay, Vaticano, Venezuela; la sede generalizia è a Roma.
Al 31 dicembre 2005, i figli della Divina Provvidenza erano 1.073 (692 dei quali sacerdoti), organizzati in 209 case.

## Santità della famiglia orionina
- san Luigi Orione, fondatore (1872-1940). Beatificato nel 1980 e canonizzato nel 2004
- beato Francesco Drzewiecki, sacerdote (1908-1942). Beatificato nel 1999
- beato Ricardo Gil Barcelòn, sacerdote (1873-1936). Beatificato nel 2013
- beato Antonio Arruè Peirò, postulante (1908-1936). Beatificato nel 2013
- venerabile Carlo Sterpi sacerdote. Primo successore di don Orione.
- venerabile Frate Ave Maria religioso.